# Жозеф, Матьё
Матьё Жозеф (фр. Mathieu Joseph; род. 9 февраля 1997, Шамбли) — канадский хоккеист, нападающий клуба «Сент-Луис Блюз» и сборной Канады по хоккею. Двукратный обладатель Кубка Стэнли в составе «Тампы-Бэй Лайтнинг» (2020, 2021). Старший брат хоккеиста Пьера-Оливье Жозефа.

## Карьера

### Клубная
На юниорском уровне играл за команду «Сент-Джон Си Догз»; по итогам своего второго сезона, он заработал 42 очка (21+21), заняв тем самым четвёртое место в списке бомбардиров. На драфте НХЛ 2015 года был выбран в 4-м раунде под общим 120-м номером клубом «Тампа-Бэй Лайтнинг».
24 декабря 2016 года подписал с «Тампой-Бэй» трёхлетний контракт новичка. После окончания своей карьеры в «Сент-Джон Си Догз» был переведён в фарм-клуб «Лайтнинг» «Сиракьюз Кранч», в первом же сезоне он показал результативную серию по набранным очкам и заброшенным шайбам, став при этом лучшим игроком марта 2018 года среди новичков.
Дебютировал в НХЛ 6 октября 2018 года в матче с «Флоридой Пантерз», который «Лайтнинг» выиграли в серии буллитов. В составе «Тампы-Бэй Лайтнинг» он стал двухратным обладателем Кубка Стэнли, выиграв его в 2020 и 2021 году.
20 марта 2022 года был обменян в «Оттаву Сенаторз» на Ника Пола. По окончании контракта, 29 июля 2022 года подписал с «Сенаторз» новый четырёхлетний контракт.
2 июля 2024 года вместе с правом выбора в третьем раунде драфта 2025 года был бесплатно обменян в «Сент-Луис Блюз».

### Международная
В составе молодёжной сборной играл на МЧМ-2017, где стал серебряным призёром. На турнире заработал 5 очков (1+4).
В составе сборной Канады играл на ЧМ-2019, где стал серебряным призёром.

## Статистика
| Легенда | Легенда                    | Легенда | Легенда                   | Легенда | Легенда    |
| ------- | -------------------------- | ------- | ------------------------- | ------- | ---------- |
| И       | Количество проведённых игр | Штр     | Штрафное время            | +/−     | Плюс-минус |
| Г       | Голы                       | П       | Голевые передачи          | О       | Очки       |
| -       | Статистика неизвестна      | —       | Статистика не учитывалась |         |            |